# 追浜

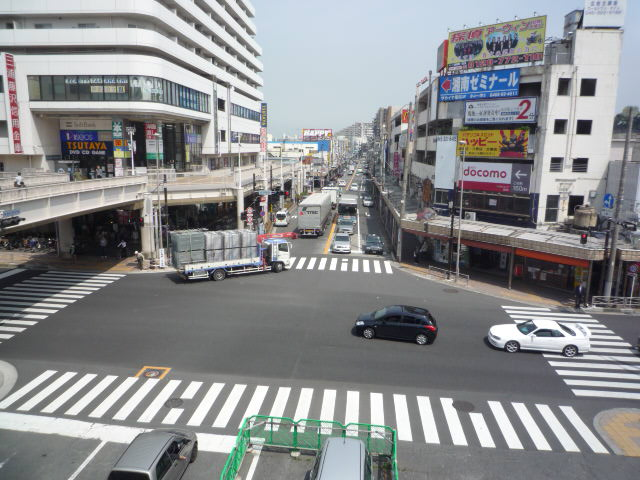
追浜駅前

追浜（おっぱま）は、神奈川県横須賀市北部の行政区域。横須賀市追浜行政センターの担当区域に該当する。人口30,846人、面積7.125km2。
所属する地域は、浦郷町、追浜町、追浜東町、追浜本町、追浜南町、湘南鷹取、鷹取、夏島町、浜見台の9町域。北部は横浜市金沢区の六浦地域、東部は東京湾、南部は田浦地域、西部は逗子市池子に面する。

## 概要
追浜は沿岸部は埋立が進んでいて工場地帯が造成されている。内陸部には山林を切り開いた住宅地がめだつが山林も残る。特に鷹取山が有名。商業地は追浜駅周辺に集まる。
沿岸部の夏島地区にある夏島貝塚は縄文初期の遺跡、つまりこの頃から追浜には人が居住していたことが分かっている。戦前は横須賀市の他の地域と同様に、軍の施設が置かれた。特に横須賀海軍航空隊が有名。戦後は、沿岸部の埋立地に日産自動車追浜工場や関東自動車工業の本社などの大規模の工場が置かれた。現在は工業地帯としてはもちろん、交通の便が良いため、東京や横浜のベッドタウンとしても栄えている。

### スポーツの街
多くの工場が立地する追浜には、社会人が活躍するスポーツチームが多く存在する。特に有名なのは一時代を築いた日産自動車硬式野球部。また横須賀スタジアムには、横浜DeNAベイスターズの二軍が本拠地を置いている。地元ではこれらの関係を重視して町づくりに役立てている。

## 主な施設

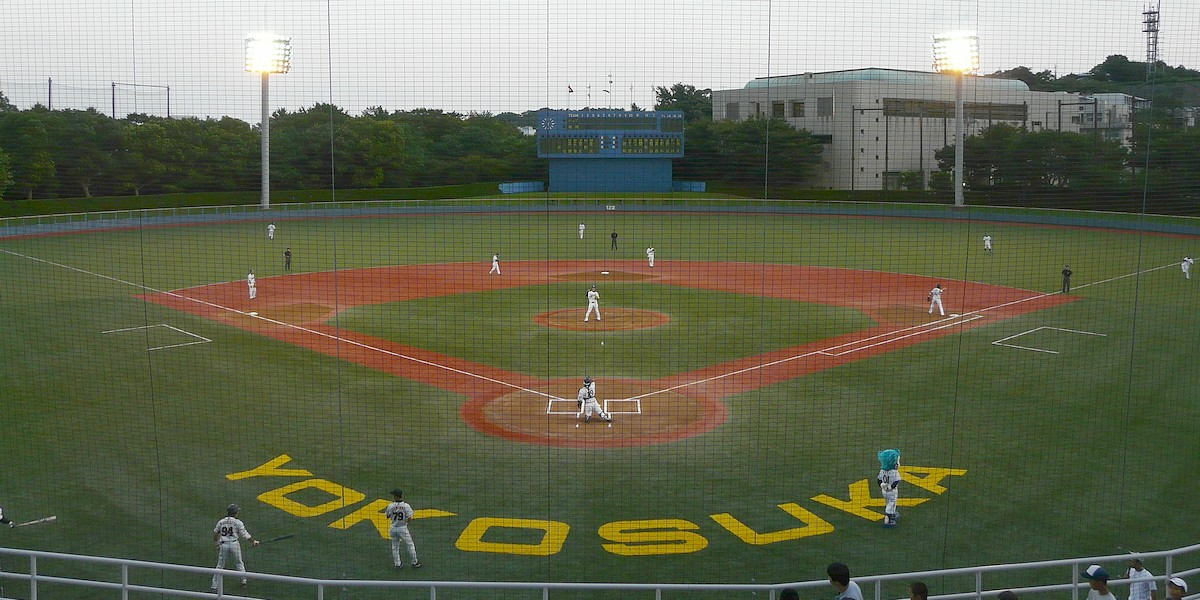
横須賀スタジアム

### 交通
- 京浜急行電鉄京急本線追浜駅
- 国道16号

### 事業所
- 日産自動車追浜工場・追浜研究所
- 住友重機械工業横須賀造船所
- オカムラ追浜事業所
- 海洋研究開発機構横須賀本部
- トヨタ自動車東日本横須賀事業所

### 行政施設
- 田浦警察署追浜駅前交番
- 横須賀市役所追浜行政センター
- 横須賀市北消防署追浜出張所
- 横須賀市立北図書館

### 金融機関
- みずほ銀行追浜支店
- 横浜銀行追浜支店
- 湘南信用金庫追浜支店
- かながわ信用金庫追浜支店
- 追浜郵便局
- 横須賀本浦郵便局
- 横須賀浦郷郵便局
- 横須賀鷹取台郵便局

### 名所・旧跡
- 明治憲法（大日本帝国憲法）起草地記念碑
- 夏島貝塚
- 鷹取山
- 雷神社

### 教育機関
- 神奈川県立追浜高等学校
- 横須賀市立追浜中学校
- 横須賀市立鷹取中学校
- 横須賀市立浦郷小学校
- 横須賀市立追浜小学校
- 横須賀市立鷹取小学校
- 横須賀市立夏島小学校
- 関東学院大学(スチューデントハウス)学生寮

### 商業・その他
- 湘南病院
- 追浜公園
  - 横須賀スタジアム
- 追浜商盛会
- サンビーチ追浜

## 追浜が舞台となった作品
- スカイガールズ （2007年、UHFアニメ）